# Prise d'otages de la maternelle de Neuilly
La prise d'otages de la maternelle de Neuilly est un fait divers qui a eu lieu en mai 1993. Érick Schmitt, un entrepreneur chômeur et dépressif qui se fait appeler « Human Bomb », retient en otage une classe de maternelle armé d'un pistolet d'alarme et ceinturé d'explosifs durant deux jours. Cette prise d'otage a tenu en haleine la France entière jusqu'au dénouement final qui voit Érick Schmitt être tué lors de l'assaut du RAID. Il n'y a aucune victime parmi les otages.

## Déroulement
Le jeudi 13 mai 1993 à 9 h 27, un homme vêtu de noir, la tête cachée par un casque de motard et une cagoule, fait irruption dans la classe maternelle N8 du groupe scolaire Commandant Charcot, situé rue de la Ferme, à Neuilly-sur-Seine, où 21 enfants âgés de 3 à 4 ans fabriquent avec leur institutrice des colliers en pâte à sel pour la fête des mères. Armé d'un pistolet d'alarme et d'explosifs, il prend en otage les enfants et leur institutrice, Laurence Dreyfus. Pour ne pas être identifié, l'homme ne parle pas au début de cette prise d'otage et communique par le biais de documents tapés sur ordinateur. Il envoie l'institutrice chercher la directrice de l'école Suzanne Souilhé et demande à cette dernière d'appeler la police. Aimé Touitou, directeur de la police des Hauts-de-Seine, commence à négocier avec le preneur d'otages qui a remis à l'institutrice une lettre destinée au ministre de l'Intérieur dans laquelle il demande 100 millions de francs (environ 15 millions d'euros) en billets usagés et lingots d'or et une grosse voiture pour prendre la fuite. Il menace de faire sauter la salle s'il n'obtient pas cette rançon de cent millions de francs, menace rendue crédible par ses démonstrations passées car il a pris soin, auparavant, de faire sauter plusieurs poubelles en y laissant volontairement une signature. L'homme n'est alors connu que sous le nom de « Human Bomb » (« Bombe humaine ») ou « H.B. », qu'il s'est lui-même donné. Les enquêteurs cherchent à identifier le preneur d'otages, mais ils n'y parviendront pas avant la fin de la prise d'otages.
De nombreux médias arrivés dès 10 h 30 couvrent l'évènement qui fait la une de toutes les éditions spéciales. Des journalistes campent devant l'école. La prise d'otages devient un évènement national. Le RAID se projette sur les lieux et se positionne à 10 h 45. Le chef du RAID Louis Bayon et son négociateur Michel Marie convainquent deux pères d'enfants de négocier avec « H.B. ». En début d'après-midi, cinq enfants sont libérés. Nicolas Sarkozy, à l'époque maire de Neuilly-sur-Seine — ainsi que ministre du Budget et porte-parole du gouvernement — intervient à 15 heures dans les négociations pour que « H.B. » traite désormais avec lui et continue à relâcher des enfants ; on découvre l'homme de communication qui demande à être filmé : devant les caméras de télévision, il sort de l'école un enfant dans les bras et le remet à sa mère. Il entre à sept reprises dans la classe pour négocier et parvient à faire sortir quatre enfants. Cette intervention lui vaut en septembre 1993 d'entrer dans le prestigieux baromètre de popularité Sofres – Figaro Magazine.
Au cours des négociations, Érick Schmitt libère peu à peu la plupart des enfants, jusqu'à n'en garder que six, et ce en dépit du fait qu'il a précisé dans sa première demande de rançon qu'aucun enfant ne serait libéré avant qu'il ait obtenu la somme demandée. Il a également menacé d'exécuter des enfants (par égorgement) en cas d'absence de réponse rapide des autorités, mais cette menace ne fut pas mise à exécution. Les autorités décident de faire intervenir un médecin pour des raisons d'ordre sanitaire et psychologique sur les enfants, mais surtout dans un souci « d'inspection ». Avant de trouver un médecin militaire, il est décidé de faire entrer un médecin urgentiste du SAMU 92 Beaujon : Catherine Ferracci,. Avide de médiatisation, le preneur d'otage quant à lui, se fait installer un poste de radio puis un téléviseur. Par l'entremise de Nicolas Sarkozy, il fait convoquer un journaliste de TF1, Jean-Pierre About. À l'aide d'un périscope, les policiers ont identifié le dispositif de mise à feu d'« H.B. » : plusieurs charges explosives placées près des portes et une ceinture d'explosifs qu'il porte sur lui.
Après près de deux jours de tension sans dormir, dans un état d'esprit suicidaire, Érick Schmitt montre des signes de fatigue. Le RAID décide alors de passer à l'action lorsqu'il s'endormira. Le plan prévu est de faire entrer les hommes du RAID dans la salle pendant le sommeil du preneur d'otages. Pendant que deux hommes le tiendront en joue, prêts à le neutraliser s'il se réveille, les autres évacueront les otages hors de la salle. Pour s'assurer que Schmitt sera endormi au moment de l'assaut, les hommes du RAID versent un somnifère (du GHB avec de l'hypnovel dont l'efficacité a été préalablement testée sur l'un des leurs) dans le café régulièrement apporté au preneur d'otages. Par précaution, Évelyne Lambert (alors médecin-capitaine des pompiers de Paris), qui est restée auprès de l'institutrice pour s'occuper des enfants, est mise dans le secret. Elle devra s'assurer que Schmitt est endormi, et faire un signal (déboutonner sa veste devant l'objectif d'une mini-caméra placée à travers le mur par le RAID) pour signifier aux policiers qu'ils peuvent intervenir.
Le matin du samedi 15 mai 1993, le preneur d'otages s'assoupit. Évelyne Lambert vérifie qu'il est endormi, en le secouant et en faisant bouger bruyamment des meubles par les enfants. Celui-ci reste inerte. Elle fait alors le signal convenu. À 7 h 25, dix policiers du RAID pénètrent dans la salle de classe. Huit d'entre eux se précipitent sur les fillettes, les protègent avec des matelas, les entraînent vers la sortie. Deux autres, André Duquesnoy et Daniel Boulanger, foncent sur H.B. en brandissant leurs armes, munies de silencieux. Schmitt est tué de trois balles dans la tête tirées à un mètre par le policier Daniel Boulanger, les officiels affirmant qu'il s'est réveillé en sursaut et a fait un geste vers son détonateur. Charles Pasqua, omniprésent en coulisse durant tout l'événement, proclame satisfait dans une conférence de presse improvisée : « Il était très important que les enfants soient libérés en bonne santé. C'était notre objectif essentiel. Le second, qui n'était pas négligeable, était que force reste à la loi. Le forcené est mort ».
La carte d'identité de celui qui se faisait appeler Human Bomb est retrouvée dans ses vêtements : il s'appelle Érick Schmitt. Ce dernier avait révélé à Laurence Dreyfus, quelques heures avant sa mort, ce que signifiait « H.B. » : c'était les initiales de Human Bomb. La polémique sur la mort d'Erick Schmitt, dont sa famille assure qu'il a été tué dans son sommeil, éclate quelques jours plus tard.
Le 9 mai 1993, quelques jours avant la prise d'otages, Érick Schmitt avait perpétré un attentat dans un parking souterrain de Neuilly, ne causant que des dégâts matériels. Il avait laissé un tract signé « H.B. » dans lequel il réclamait la démission du chef de l'État et du ministre de l'Intérieur.

## Le preneur d'otages
Érick Schmitt était un entrepreneur du Languedoc-Roussillon. Né le 31 juillet 1951 à Burdeau, en Algérie française où son père est sous-officier dans l'armée, il arrive à Cers près de Béziers avec sa famille en 1963 après avoir quitté l'Algérie. À l'âge de 16 ans il s'engage dans l'Armée de terre où il apprend le maniement des armes et des explosifs. Devenu sergent-chef, il quitte l’armée en 1974. La même année, il divorce d'une épouse qu'au village de ses parents personne n'a jamais vue. Le couple n'a pas eu d'enfant. Puis il est employé par une société d’informatique en région parisienne. Après cette expérience d'inspecteur de la maintenance chez IBM, il crée deux petites sociétés informatiques qui sont mises en faillite, ces échecs l'enfermant dans sa dépression. Informaticien divorcé de 41 ans, Érick Schmitt reste alors inscrit comme chômeur à l’Agence nationale pour l'emploi de Béziers durant une année.
Le négociateur du RAID Michel Marie voit dans cette prise d'otage l'acte désespéré d'un homme à bout, en manque de reconnaissance, et une façon, pour lui, d'accomplir un suicide par procuration.

## Polémique sur la mort d'Érick Schmitt
D'après les témoignages des deux policiers chargés de neutraliser Érick Schmitt s'il se réveillait pendant l'intervention ; un enfant, effrayé par l'irruption des hommes cagoulés du RAID, aurait crié, ce qui aurait réveillé le preneur d'otage qui esquisse alors un geste en direction de son détonateur (l'enquête montrera que la bombe, constituée de 21 bâtons de dynamite répartis dans la classe et enroulés autour de son ventre dans du Chatterton, était non amorcée à ce détonateur). Le policier Daniel Boulanger tire une première balle qui suffit à neutraliser Érick Schmitt et, par sécurité, deux autres séries de deux balles (des « double tap ») selon une technique propre aux services d'intervention.
Les arguments invoqués par les tenants de l'idée de l'exécution préméditée sont nombreux, mais ne prouvent pas formellement qu'une telle exécution s'est réellement produite : Érick Schmitt était profondément endormi à l'entrée des policiers dans la salle, ce qu'avait vérifié Évelyne Lambert auparavant. Dans sa déposition, celle-ci a déclaré avoir fait « un boucan épouvantable » en déplaçant des meubles, et avoir fortement secoué Érick Schmitt en lui disant de se réveiller. L'essentiel de la théorie de l'exécution tient au fait qu'il n'y a aucun témoin autre que les deux policiers du RAID surveillant Érick Schmitt lors de l'intervention, qui ait vu celui-ci se réveiller. D'où l'idée qu'il aurait été tué dans son sommeil, alors qu'il ne représentait pas un danger direct.
Pour un article, paru en juin 1993 dans Justice, la revue du Syndicat de la magistrature, classé à gauche, six magistrats sont condamnés pour diffamation envers Pasqua. Dans le livre La Mort hors la loi d'Érick Schmitt paru en 1993, les auteurs Alain Vogelweith et Béatrice Patrie, deux membres du Syndicat de la magistrature, défendent la thèse d'une élimination préméditée à caractère politique et affirment que Charles Pasqua aurait donné l'ordre d'abattre le preneur d'otage. Ce dernier portera plainte pour diffamation et le livre sera retiré du marché. En juillet 1993, la famille d'Érick Schmitt porte plainte contre X pour « homicide volontaire avec préméditation ». Aux termes de l'enquête, le juge d'instruction prononce un non-lieu, estimant que les policiers ont agi en état de légitime défense.

## Autour de l'affaire

### L'institutrice
Laurence Dreyfus, l'institutrice, a été surnommée par les médias « l'institutrice-courage ». Née le 28 avril 1963 en Maine-et-Loire, elle devient institutrice à la maternelle Commandant-Charcot de Neuilly (92) en septembre 1992. Peu après la prise d'otages, elle a été décorée avec Évelyne Lambert, à titre exceptionnel, de la Légion d'honneur par François Mitterrand. Édouard Balladur, alors Premier ministre, l'a invitée à Matignon. Elle a par la suite quitté l'Éducation Nationale et est devenue psychologue. En 1997 elle a publié Chronique d'une prise d'otages, coécrit avec Béatrice Casanova (Flammarion), qui retrace la prise d'otage, dont elle a été victime, et les tourments que cette tragédie a provoqués, chez elle en particulier. Les médias apprennent notamment après-coup qu'elle a craqué sous la pression et quitté la classe au bout de trente-huit heures. Elle aurait été victime selon les enquêteurs du syndrome de Stockholm.

### Rôle de Nicolas Sarkozy
Nicolas Sarkozy, maire de Neuilly, ministre du Budget et porte-parole du gouvernement, reçoit la médaille du RAID à la suite de cette prise d'otage. Son rôle dans les négociations avec le preneur d'otages a pourtant fait l'objet de controverses lorsqu'il devint une personnalité politique de premier plan.
Interviewés dans l'émission Faites entrer l'accusé en juillet 2004, le journaliste Jean-Pierre About, l'ancien procureur de la République de Nanterre Pierre Lyon-Caen et l'ancien directeur de la Police nationale dans les Hauts-de-Seine Aimé Touitou, affirment que Nicolas Sarkozy s'est imposé dans la cellule de crise et face aux journalistes.
Dans l'émission Lundi investigation du 6 juin 2005, Pierre Lyon-Caen revient sur l'affaire : « Il a le réflexe, qui montre l'animal politique, de faire venir le seul homme de communication, le pompier chargé de la communication, qui avait une caméra ». Selon le reportage, l'attitude de Nicolas Sarkozy a conduit le preneur d'otage à rompre les négociations.

### Mémoire de l'événement
Le groupe de rock-fusion français Oneyed Jack en a tiré une chanson : Le Choléra, dans l'album Arise en 1998. Ce titre essaye de présenter cette affaire du point de vue du preneur d'otages. Le groupe de punk Zabriskie Point mené par l'auteur François Bégaudeau et le réalisateur Xavier Esnault présente également une version de cette histoire, dans la chanson Happy end, où le sujet est traité d'un point de vue critique et ironique à l'égard du traitement médiatique de cette affaire, qui tournerait le drame humain et social en téléfilm à sensations.
À l'époque des faits, la diffusion sur TF1 du téléfilm américain On a tué mes enfants avec Farrah Fawcett a été annulée par égard pour les familles des enfants pris en otage.
L'écrivain et dramaturge Emmanuel Darley a tiré de ce fait divers, en 2005, la matière d'une pièce de théâtre intitulée Être humain. Philippe Djian en 2003 s'inspira de la prise d'otage pour en faire une nouvelle sur un couple, Mise en bouche, adaptée en 2008 en bande dessinée par Jean-Philippe Peyraud.
Le 25 septembre 2007, le docu-fiction H.B. Human Bomb - Maternelle en otage, mêlant images réelles d'époque, scènes jouées par des acteurs et témoignages, a été diffusé sur France 2. Il est rediffusé dès le 14 mai 2013 sur la chaine RMC Découverte à l'occasion du 20e anniversaire de la prise d'otage, sous le titre Human Bomb : 20 ans après .
En juillet 2010, dix-sept ans après les faits, Marion, l'une des otages, participe à la saison 4 de Secret Story, émission de télé-réalité diffusée sur TF1. Âgée désormais de 20 ans, elle a pour secret « J'ai été l'otage de Human Bomb »,.

#### Documents
- Jean-Pierre About, HB : 46 Heures qui ont bouleversé la France, Paris, Calmann-Lévy, 10/2005, 265 p.  (ISBN 2-7021-3561-7) L'ouvrage raconte le déroulement des faits, et lève le voile sur les rivalités entre hommes politiques, notamment entre le ministre de l'Intérieur et le maire de Neuilly, entre les institutions, ainsi que sur les conséquences du drame.
- Charles Pellegrini, Neuilly Samedi 15 mai, 7 h 28, Paris, Anne Carrière, 01/1995, 120 p.  (ISBN 2-910188-42-6) 48 heures après la prise d'otages, les enfants sont sauvés lors de l'intervention du RAID et le ravisseur est tué pendant l'assaut. Une polémique s'est ouverte par la suite, accusant les hommes du RAID de l'avoir lâchement assassiné. L'auteur ayant fait carrière dans la police nationale répond à la polémique.
- Béatrice Patrie, Alain Vogelweith, préface de Thierry Lévy, La Mort hors la loi d'Érick Schmitt, 1994, 238 p.  (ISBN 2-84112-000-7)Erick Schmitt a-t-il bien été abattu dans le cadre de la légitime défense définie par la loi ? Non, car les expertises montrent qu'on aurait administré un anesthésique au preneur d'otages de Neuilly avant de le tuer. Telle est la thèse des magistrats qui ont rédigé ce livre et pour laquelle ils ont été mis en examen par Charles Pasqua.
- Sylvie Caster, H.B. La Bombe humaine, Paris, Arléa, 1993, 31 p.  (ISBN 2-86959-182-9)
- Pierre Dragon, Alain Gillot, Une histoire du 36 Quai des Orfèvres : le mystère HB, Éditions Jacob-Duvernet, 2012.
- Pascal Michel, 40 ans d'affaires criminelles 1969-2009 (chapitre "L'affaire Human Bomb") pages 104 à 109, 17 avril 2009, 208 pages,  (ISBN 978-1-4092-7263-2).
- La Rédaction, Les Berthier, Paris, Questions théoriques, coll. "Réalités non couvertes", 2012.

#### Témoignages
- Laurence Dreyfus et Béatrice Casanova, Chroniques d'une prise d'otages, Paris, Flammarion, 02/1997, 162 p.  (ISBN 2-08-067340-8) Le témoignage de l'institutrice des vingt et un enfants de trois ans menacés par "Human Bomb", en mai 1993 : le courage des petits, l'évolution du comportement du preneur d'otages, le drame personnel qui bouleversera la vie de Laurence Dreyfus. Béatrice Casanova est journaliste.
- Daniel Boulanger et Dominique Rizet, Le Jour où j'ai tué HB : révélations d'un homme du RAID, Paris, Hachette Littératures, 09/2007, 224 p.  (ISBN 978-2-01-237377-8) Daniel Boulanger, homme du RAID, tue le preneur d'otage et raconte les honneurs qu'il a reçus pour son acte, puis ses démêlés avec la justice. Il revient sur ses expériences dans cette unité d'élite qu'il vient de quitter après trente-cinq ans de service.

#### Fictions
- Thierry Jonquet, La Bombe humaine. Paris : Syros, coll. "Souris noire" no 4, 1994, 87 p.  (ISBN 2-84146-041-X). Rééd. sous le titre L'Homme en noir. Paris : Mango jeunesse, coll. "Biblio Mango" no 307, 05/2003, 117 p.  (ISBN 2-7404-1625-3) Récit à travers les yeux d'un enfant de la prise d'otages. L'auteur a légèrement modifié les circonstances de cette affaire : le jeune narrateur de neuf ans est en cours moyen.
- Thierry Lenain, ill. Sophie Dutertre, H.B.. Paris : Sarbacane, 11/2003, 32 p.  (ISBN 2-84865-021-4) L'auteur revient sur le fait divers et s'interroge sur ce qui a poussé quelqu'un vers un tel acte ainsi que sur les sentiments qu'il suscite en lui. Un album pour réfléchir avec les enfants sur la violence dont ils peuvent être témoins.

#### Articles de presse
- « Comment on devient "Human Bomb" » Article de François Caviglioli et Hervé Gattegno avec Alain Chouffan, Marie-France Etchegoin, Anne Fohr et Gwennaëlle Aubry publié le 20 mai 1993 dans Le Nouvel Observateur.
- « Vive polémique après la « neutralisation » d'Erick Schmitt » Article publié le 7 juillet 2000 dans Le Parisien.
- « Le témoignage du policier qui a tué Human Bomb » Article de François Vignolle publié le 19 septembre 2007 dans Le Parisien.
- « En 1993, la prise d'otages de la maternelle de Neuilly » Article publié le 22 mars 2012 dans La Dépêche du Midi.
- « Human bomb : une classe de maternelle prise en otage à Neuilly » Article de Florence Aubenas et Brigitte Vital-Durand publié le 15 avril 2013 dans Libération.
- « Il y a 20 ans, Human Bomb... » Article de Juliette Demey publié le 4 mai 2013 dans Le journal du dimanche.
- « Si j'avais su qu'Erick était HB… » Article de Juliette Demey publié le 4 mai 2013 dans Le journal du dimanche.
- « Claire et Fleur, otages devenues grandes » Article de Juliette Demey publié le 4 mai 2013 dans Le journal du dimanche.
- « RETOUR SUR - La prise d'otages de la maternelle de Neuilly, 46 heures d'angoisse » Article publié le 10 mai 2013 dans Le Nouvel Observateur également publié dans 20 minutes.
- « 13 mai 1993 : Human Bomb, 20 ans après » Article de Jean-Pierre Amarger publié le 11 mai 2013 dans Midi libre.
- « Quand Human Bomb déclarait : "Ceci est une prise d'otages" » Article publié le 13 mai 2013 dans Le Nouvel Observateur.
- « Prise d'otages de Neuilly: Le souvenir d'une grande frayeur » Article de Lucie Romano publié le 13 mai 2013 dans 20 minutes.
- « Il y a 20 ans, Human Bomb prenait en otage la maternelle de Neuilly » Article publié le 13 mai 2013 dans Ouest-France.
- « Il y a vingt ans, la prise d'otages de Neuilly » Article publié le 13 mai 2013 dans Le Parisien.
- « Un ancien du Raid se souvient des derniers moments de "Human Bomb" » Article de Lucie Romano publié le 15 mai 2013 dans 20 minutes.
- « NEUILLY - AGDE - Jean-Claude BOREL GARIN évoque HUMAN BOMB et la Maternelle de Neuilly » Article de Didier Denestebe publié le 16 mai 2013 dans Hérault Tribune.

### Filmographie
- Téléfilm Chasseur de loups de Didier Albert (1994), avec notamment François-Éric Gendron, Jean-François Garreaud
- Docu-Fiction H.B. Human Bomb de Patrick Poubel (2007), avec Jean-Chrétien Sibertin-Blanc, Maud Forget, Frédéric Quiring

### Documentaires télévisés
- « La psychologie du crime » le 20 juin 2000 dans Faites entrer l'accusé présenté par Christophe Hondelatte sur France 2.
- « Human Bomb, prise d'otages à la maternelle » le 15 juillet 2004 dans Faites entrer l'accusé présenté par Christophe Hondelatte sur France 2.
- « Histoire secrète d'une prise d'otages (HB) » en 2000-2001 dans Secrets d'actualité sur M6.
- « Maternelle de Neuilly : L'histoire secrète d'une prise d'otages » le 13 mai 2009 dans Enquêtes criminelles : le magazine des faits divers sur W9.
- "Human Bomb, prise d'otages à la maternelle de Neuilly" de Laurent Kouchner, le 14 mai 2018 sur C8.